# Інозин пранобекс
Інозин пранобекс — синтетичний противірусний препарат для перорального застосування.

## Фармакологічні властивості
Інозин пранобекс — синтетичний противірусний препарат з імуномодулювальною дією. Він є комплексною сполукою інозину та солі 4-амінобензойної кислоти з N, N-диметиламіно-2-пропанолом — допоміжним компонентом, що підвищує доступність інозину для лімфоцитів. Механізм дії препарату полягає у зв'язуванні препарату з рибосомами уражених вірусом клітин, що приводить до гальмування синтезу матричних РНК вірусів, що приводить до пригнічення реплікації вірусів. Інозин пранобекс має імуномодулювальний ефект, подібний до дії гормонів тимусу. Препарат посилює диференціацію пре-Т-лімфоцитів, стимулює проліферацію Т- та В-лімфоцитів, підвищує функціональну активність Т-лімфоцитів, посилює вироблення інтерлейкіну-2 лімфоцитами, стимулює синтез інтерлейкіну-1 та гальмує синтез інтерлейкіну-4, стимулює виробницство власних інтерферонів. До інозину пранобекс чутливі віруси кору, епідемічного паротиту, вірус герпесу людини, цитомегаловіруси, вірус Епштейна-Барр, вірус вітряної віспи, віруси грипу та парагрипу, Adenoviridae.

### Фармакокінетика
Інозин пранобекс швидко всмоктується в шлунку, максимальна концентрація інозину в крові досягається протягом 1 години. Препарат має високу біодоступність. Інозин пранобекс проникає через гематоенцефалічний бар'єр, немає даних за проникнення препарату через плацентарний бар'єр та виділення в грудне молоко. Метаболізується інозин пранобекс в печінці. Інозин метаболізується до сечової кислоти, а диметиламін-2-пропанол-4-ацетамідобензоат частково метаболізується до глюкуронідів. Виводиться препарат з організму нирками — інозин у вигляді сечової кислоти, а диметиламін-2-пропанол-4-ацетамідобензоат переважно у незміненому вигляді, частково у вигляді метаболітів. Період напіввиведення препарату по інозину становить 50 хвилин, період напіввиведення диметиламін-2-пропанол-4-ацетамідобензоату становить 3—5 годин, збільшення цього часу не спостерігається при печінковій та нирковій недостатності.

## Показання до застосування
Інозин пранобекс застосовується при гострих респіраторних вірусних інфекціях — грипі, парагрипі, риновірусній та аденовірусній інфекціях, вірусному бронхіті; кору, епідемічному паротиті; підгострому склерозуючому паненцефаліті; при герпесвірусних інфекціях — оперізувальному та простому герпесі, вітряній віспі, інфекційному мононуклеозі, цитомегаловірусній інфекції; при інфекції, викликаній папіломавірусом людини; при хронічних вірусних гепатиті С та гепатиті B; при хронічних рецидивуючих захворюваннях сечостатевої та дихальної системи у осіб з ослабленим імунітетом; профілактика інфекцій при стресових станах, періоді реконвалесценсії у післяопераційних хворих та після променевої терапії.

## Побічна дія
При застсуванні інозину пранобексу можливі наступні побічні ефекти:
- Алергічні реакції — часто (1—10%) висипання на шкірі, свербіж шкіри; дуже рідко (менше 0,01%) набряк Квінке, кропив'янка.
- З боку нервової системи — часто (1—10%) головний біль, запаморочення, загальна слабість; нечасто (0,1—1%) сонливість або безсоння, нервозність; дуже рідко (менше 0,01%) погіршення апетиту.
- З боку травної системи — часто (1—10%) нудота, блювання, біль в епігастрії; нечасто (0,1—1%) діарея або запор.
- Інші побічні ефекти — часто (1—10%) біль в суглобах; нечасто (0,1—1%) поліурія.
- Зміни в лабораторних аналізах — часто підвищення рівня активності амінотрансфераз та лужної фосфатази в крові, підвищення рівня сечовини в крові, підвищення рівня сечової кислоти в крові.

## Протипокази
Інозин пранобекс протипоказаний при підвищеній чутливості до препарату, сечокам'яній хворобі, нирковій недостатності, аутоімунних захворюваннях, вагітності та годуванні грудьми, гіперурикемії та подагрі.

## Форми випуску
Інозин пранобекс випускається у вигляді таблеток по 0,5 г, та у вигляді 5% сиропу по 120, 180 і 240 мл.